# ميخائيل رووي (كاتب)
ميخائيل رووي (بالإنجليزية: Michael Rowe)‏ هو كاتب سيناريو أمريكي، ولد في 1945.

## وصلات خارجية
- ميخائيل رووي على موقع IMDb (الإنجليزية)
- ميخائيل رووي على موقع ألو سيني (الفرنسية)
- ميخائيل رووي على موقع قاعدة بيانات الفيلم (الإنجليزية)